# Bolinopsis
Bolinopsis is een geslacht van ribkwallen uit de klasse van de Tentaculata.

## Soorten
- Bolinopsis ashleyi Gershwin, Zeidler & Davie, 2010
- Bolinopsis chuni (von Lendenfeld, 1884)
- Bolinopsis elegans (Mertens, 1833)
- Bolinopsis indosinensis Dawydoff, 1946
- Bolinopsis infundibulum (O.F. Müller, 1776)
- Bolinopsis microptera (A. Agassiz, 1865)
- Bolinopsis mikado (Moser, 1907)
- Bolinopsis ovalis (Bigelow, 1904)
- Bolinopsis rubripunctata Tokioka, 1964
- Bolinopsis vitrea (L. Agassiz, 1860)